# Mad Men/Episodenliste
Diese Episodenliste enthält alle Episoden der US-amerikanischen Dramaserie Mad Men, sortiert nach der US-amerikanischen Erstausstrahlung. Zwischen 2007 und 2015 entstanden in sieben Staffeln 92 Episoden.

## Übersicht
| Staffel | Episodenanzahl | Erstausstrahlung USA | Erstausstrahlung USA | Deutschsprachige Erstausstrahlung | Deutschsprachige Erstausstrahlung |
| Staffel | Episodenanzahl | Staffelpremiere      | Staffelfinale        | Staffelpremiere                   | Staffelfinale                     |
| ------- | -------------- | -------------------- | -------------------- | --------------------------------- | --------------------------------- |
| 1       | 13             | 19. Juli 2007        | 18. Oktober 2007     | 6. Juli 2009                      | 28. September 2009                |
| 2       | 13             | 27. Juli 2008        | 26. Oktober 2008     | 27. September 2010                | 8. November 2010                  |
| 3       | 13             | 16. August 2009      | 8. November 2009     | 29. November 2010                 | 21. Februar 2011                  |
| 4       | 13             | 25. Juli 2010        | 17. Oktober 2010     | 24. Oktober 2011                  | 5. Dezember 2011                  |
| 5       | 13             | 25. März 2012        | 10. Juni 2012        | 24. September 2012                | 17. Dezember 2012                 |
| 6       | 13             | 7. April 2013        | 23. Juni 2013        | 23. September 2013                | 9. Dezember 2013                  |
| 7       | 14             | 13. April 2014       | 17. Mai 2015         | 25. August 2014                   | 18. Mai 2015                      |

## Staffel 1
Die Erstausstrahlung der ersten Staffel war vom 19. Juli bis zum 18. Oktober 2007 auf dem US-amerikanischen Kabelsender AMC zu sehen. Die deutschsprachige Erstausstrahlung sendete der deutsche Pay-TV-Sender FOX vom 6. Juli bis zum 28. September 2009.
| Nr. (ges.) | Nr. (St.) | Deutscher Titel         | Originaltitel           | Erstausstrahlung USA | Deutschsprachige Erstausstrahlung (D) | Regie               | Drehbuch                                                                |
| ---------- | --------- | ----------------------- | ----------------------- | -------------------- | ------------------------------------- | ------------------- | ----------------------------------------------------------------------- |
| 1          | 1         | Schall und Rauch        | Smoke Gets in Your Eyes | 19. Juli 2007        | 6. Juli 2009                          | Alan Taylor         | Matthew Weiner                                                          |
| 2          | 2         | Was wollen Frauen?      | Ladies’ Room            | 26. Juli 2007        | 13. Juli 2009                         | Alan Taylor         | Matthew Weiner                                                          |
| 3          | 3         | Figaros Hochzeit        | Marriage of Figaro      | 2. Aug. 2007         | 20. Juli 2009                         | Ed Bianchi          | Tom Palmer                                                              |
| 4          | 4         | Rückgrat                | New Amsterdam           | 9. Aug. 2007         | 27. Juli 2009                         | Tim Hunter          | Lisa Albert                                                             |
| 5          | 5         | Verkaufte Vergangenheit | 5G                      | 16. Aug. 2007        | 3. Aug. 2009                          | Lesli Linka Glatter | Matthew Weiner                                                          |
| 6          | 6         | Babylon                 | Babylon                 | 23. Aug. 2007        | 10. Aug. 2009                         | Andrew Bernstein    | Andre Jacquemetton & Maria Jacquemetton                                 |
| 7          | 7         | Blass um deine Nase     | Red in the Face         | 30. Aug. 2007        | 17. Aug. 2009                         | Tim Hunter          | Bridget Bedard                                                          |
| 8          | 8         | Ehrenmitglied           | The Hobo Code           | 6. Sep. 2007         | 24. Aug. 2009                         | Phil Abraham        | Chris Provenzano                                                        |
| 9          | 9         | Schaulaufen             | Shoot                   | 13. Sep. 2007        | 31. Aug. 2009                         | Paul Feig           | Chris Provenzano & Matthew Weiner                                       |
| 10         | 10        | Herz oder Magen?        | Long Weekend            | 27. Sep. 2007        | 7. Sep. 2009                          | Tim Hunter          | Bridget Bedard, Andre Jacquemetton, Maria Jacquemetton & Matthew Weiner |
| 11         | 11        | Hitzewelle              | Indian Summer           | 4. Okt. 2007         | 14. Sep. 2009                         | Tim Hunter          | Tom Palmer & Matthew Weiner                                             |
| 12         | 12        | Kein Interesse          | Nixon vs. Kennedy       | 11. Okt. 2007        | 21. Sep. 2009                         | Alan Taylor         | Lisa Albert, Andre Jacquemetton & Maria Jacquemetton                    |
| 13         | 13        | Das Karussell           | The Wheel               | 18. Okt. 2007        | 28. Sep. 2009                         | Matthew Weiner      | Matthew Weiner & Robin Veith                                            |

## Staffel 2
Die Erstausstrahlung der zweiten Staffel war vom 27. Juli bis zum 26. Oktober 2008 auf dem US-amerikanischen Kabelsender AMC zu sehen. Die deutschsprachige Erstausstrahlung sendete der deutsche Pay-TV-Sender FOX vom 27. September bis zum 8. November 2010.
| Nr. (ges.) | Nr. (St.) | Deutscher Titel             | Originaltitel               | Erstausstrahlung USA | Deutschsprachige Erstausstrahlung (D) | Regie               | Drehbuch                                                               |
| ---------- | --------- | --------------------------- | --------------------------- | -------------------- | ------------------------------------- | ------------------- | ---------------------------------------------------------------------- |
| 14         | 1         | Jung und immer jünger       | For Those Who Think Young   | 27. Juli 2008        | 27. Sep. 2010                         | Tim Hunter          | Matthew Weiner                                                         |
| 15         | 2         | Bruchlandung                | Flight 1                    | 3. Aug. 2008         | 4. Okt. 2010                          | Andrew Bernstein    | Lisa Albert & Matthew Weiner                                           |
| 16         | 3         | Abbitte                     | The Benefactor              | 10. Aug. 2008        | 9. Okt. 2010                          | Lesli Linka Glatter | Matthew Weiner & Rick Cleveland                                        |
| 17         | 4         | Das Wort zum Sonntag        | Three Sundays               | 17. Aug. 2008        | 10. Okt. 2010                         | Tim Hunter          | Andre Jacquemetton & Maria Jacquemetton                                |
| 18         | 5         | Im Vertrauen                | The New Girl                | 24. Aug. 2008        | 11. Okt. 2010                         | Jennifer Getzinger  | Robin Veith                                                            |
| 19         | 6         | Jackie oder Marylin         | Maidenform                  | 31. Aug. 2008        | 18. Okt. 2010                         | Phil Abraham        | Matthew Weiner                                                         |
| 20         | 7         | Die goldene Geige           | The Gold Violin             | 7. Sep. 2008         | 18. Okt. 2010                         | Andrew Bernstein    | Jane Anderson, Andre Jacquemetton, Maria Jacquemetton & Matthew Weiner |
| 21         | 8         | Eine unvergessliche Nacht   | A Night to Remember         | 14. Sep. 2008        | 25. Okt. 2010                         | Lesli Linka Glatter | Robin Veith & Matthew Weiner                                           |
| 22         | 9         | Voll in die Hose            | Six Month Leave             | 28. Sep. 2008        | 25. Okt. 2010                         | Michael Uppendahl   | Andre Jacquemetton, Maria Jacquemetton & Matthew Weiner                |
| 23         | 10        | Das Erbe                    | The Inheritance             | 5. Okt. 2008         | 7. Nov. 2010                          | Andrew Bernstein    | Lisa Albert, Marti Noxon & Matthew Weiner                              |
| 24         | 11        | Der Jetset                  | The Jet Set                 | 12. Okt. 2008        | 7. Nov. 2010                          | Phil Abraham        | Matthew Weiner                                                         |
| 25         | 12        | In der Halle des Bergkönigs | The Mountain King           | 19. Okt. 2008        | 8. Nov. 2010                          | Alan Taylor         | Matthew Weiner & Robin Veith                                           |
| 26         | 13        | Die Ruhe am Abgrund         | Meditations in an Emergency | 26. Okt. 2008        | 8. Nov. 2010                          | Matthew Weiner      | Matthew Weiner & Kater Gordon                                          |

## Staffel 3
Die Erstausstrahlung der dritten Staffel war vom 16. August bis zum 8. November 2009 auf dem US-amerikanischen Kabelsender AMC zu sehen. Die deutschsprachige Erstausstrahlung sendete der deutsche Pay-TV-Sender FOX vom 29. November 2010 bis zum 21. Februar 2011.
| Nr. (ges.) | Nr. (St.) | Deutscher Titel                  | Originaltitel                        | Erstausstrahlung USA | Deutschsprachige Erstausstrahlung (D) | Regie                    | Drehbuch                                                |
| ---------- | --------- | -------------------------------- | ------------------------------------ | -------------------- | ------------------------------------- | ------------------------ | ------------------------------------------------------- |
| 27         | 1         | Nichts wie raus hier             | Out of Town                          | 16. Aug. 2009        | 29. Nov. 2010                         | Phil Abraham             | Matthew Weiner                                          |
| 28         | 2         | Liebe und andere Baustellen      | Love Among the Ruins                 | 23. Aug. 2009        | 6. Dez. 2010                          | Lesli Linka Glatter      | Cathryn Humphris & Matthew Weiner                       |
| 29         | 3         | Im Rausch                        | My Old Kentucky Home                 | 30. Aug. 2009        | 13. Dez. 2010                         | Jennifer Getzinger       | Dahvi Waller & Matthew Weiner                           |
| 30         | 4         | Mein Wille geschehe              | The Arrangements                     | 6. Sep. 2009         | 20. Dez. 2010                         | Michael Uppendahl        | Andrew Colville & Matthew Weiner                        |
| 31         | 5         | Im Nebel                         | The Fog                              | 13. Sep. 2009        | 27. Dez. 2010                         | Phil Abraham             | Kater Gordon                                            |
| 32         | 6         | Hereinspaziert                   | Guy Walks into an Advertising Agency | 20. Sep. 2009        | 3. Jan. 2011                          | Lesli Linka Glatter      | Robin Veith & Matthew Weiner                            |
| 33         | 7         | Trojaner                         | Seven Twenty Three                   | 27. Sep. 2009        | 10. Jan. 2011                         | Daisy von Scherler Mayer | Andre Jacquemetton, Maria Jacquemetton & Matthew Weiner |
| 34         | 8         | Damals in Rom                    | Souvenir                             | 4. Okt. 2009         | 17. Jan. 2011                         | Phil Abraham             | Lisa Albert & Matthew Weiner                            |
| 35         | 9         | Abdrift                          | Wee Small Hours                      | 11. Okt. 2009        | 24. Jan. 2011                         | Scott Hornbacher         | Dahvi Waller & Matthew Weiner                           |
| 36         | 10        | Die Farbe Blau                   | The Color Blue                       | 18. Okt. 2009        | 31. Jan. 2011                         | Michael Uppendahl        | Kater Gordon & Matthew Weiner                           |
| 37         | 11        | Von Zigeunern und Landstreichern | The Gypsy and the Hobo               | 25. Okt. 2009        | 7. Feb. 2011                          | Jennifer Getzinger       | Marti Noxon, Cathryn Humphris & Matthew Weiner          |
| 38         | 12        | Trauerspiel                      | The Grown-Ups                        | 1. Nov. 2009         | 14. Feb. 2011                         | Barbet Schroeder         | Brett Johnson & Matthew Weiner                          |
| 39         | 13        | Tür zu, setzen!                  | Shut the Door. Have a Seat           | 8. Nov. 2009         | 21. Feb. 2011                         | Matthew Weiner           | Matthew Weiner & Erin Levy                              |

## Staffel 4
Die Erstausstrahlung der vierten Staffel war vom 25. Juli bis zum 17. Oktober 2010 auf dem US-amerikanischen Kabelsender AMC zu sehen. Die deutschsprachige Erstausstrahlung sendete der deutsche Pay-TV-Sender FOX vom 24. Oktober bis zum 5. Dezember 2011.
| Nr. (ges.) | Nr. (St.) | Deutscher Titel            | Originaltitel                   | Erstausstrahlung USA | Deutschsprachige Erstausstrahlung (D) | Regie               | Drehbuch                                  |
| ---------- | --------- | -------------------------- | ------------------------------- | -------------------- | ------------------------------------- | ------------------- | ----------------------------------------- |
| 40         | 1         | Public Relations           | Public Relations                | 25. Juli 2010        | 24. Okt. 2011                         | Phil Abraham        | Matthew Weiner                            |
| 41         | 2         | Schon wieder Weihnachten   | Christmas Comes But Once a Year | 1. Aug. 2010         | 31. Okt. 2011                         | Michael Uppendahl   | Tracy McMillan & Matthew Weiner           |
| 42         | 3         | Auf ein Neues!             | The Good News                   | 8. Aug. 2010         | 31. Okt. 2011                         | Jennifer Getzinger  | Jonathan Abrahams & Matthew Weiner        |
| 43         | 4         | Guter Hoffnung             | The Rejected                    | 15. Aug. 2010        | 7. Nov. 2011                          | John Slattery       | Keith Huff & Matthew Weiner               |
| 44         | 5         | Chrysantheme und Schwert   | The Chrysanthemum and the Sword | 22. Aug. 2010        | 7. Nov. 2011                          | Lesli Linka Glatter | Erin Levy                                 |
| 45         | 6         | Eine Frage der Einstellung | Waldorf Stories                 | 29. Aug. 2010        | 14. Nov. 2011                         | Scott Hornbacher    | Brett Johnson & Matthew Weiner            |
| 46         | 7         | Ein Koffer voll Wahrheit   | The Suitcase                    | 5. Sep. 2010         | 14. Nov. 2011                         | Jennifer Getzinger  | Matthew Weiner                            |
| 47         | 8         | Wind und Sonne             | The Summer Man                  | 12. Sep. 2010        | 21. Nov. 2011                         | Phil Abraham        | Lisa Albert, Janet Leahy & Matthew Weiner |
| 48         | 9         | Alle mal wegschauen        | The Beautiful Girls             | 19. Sep. 2010        | 21. Nov. 2011                         | Michael Uppendahl   | Dahvi Waller & Matthew Weiner             |
| 49         | 10        | Auf Händen und Knien       | Hands and Knees                 | 26. Sep. 2010        | 28. Nov. 2011                         | Lynn Shelton        | Jonathan Abrahams & Matthew Weiner        |
| 50         | 11        | Im Kartenhaus              | Chinese Wall                    | 3. Okt. 2010         | 28. Nov. 2011                         | Phil Abraham        | Erin Levy                                 |
| 51         | 12        | Krank geschrieben          | Blowing Smoke                   | 10. Okt. 2010        | 5. Dez. 2011                          | John Slattery       | Andre Jacquemetton & Maria Jacquemetton   |
| 52         | 13        | Neustart                   | Tomorrowland                    | 17. Okt. 2010        | 5. Dez. 2011                          | Matthew Weiner      | Jonathan Igla & Matthew Weiner            |

## Staffel 5
Die Erstausstrahlung der fünften Staffel war vom 25. März bis zum 10. Juni 2012 auf dem US-amerikanischen Kabelsender AMC zu sehen. Die deutschsprachige Erstausstrahlung sendete der deutsche Pay-TV-Sender FOX vom 24. September bis zum 17. Dezember 2012.
| Nr. (ges.) | Nr. (St.) | Deutscher Titel             | Originaltitel        | Erstausstrahlung USA | Deutschsprachige Erstausstrahlung (D) | Regie              | Drehbuch                                |
| ---------- | --------- | --------------------------- | -------------------- | -------------------- | ------------------------------------- | ------------------ | --------------------------------------- |
| 53         | 1         | Bisou – Teil 1              | A Little Kiss (1)    | 25. März 2012        | 24. Sep. 2012                         | Jennifer Getzinger | Matthew Weiner                          |
| 54         | 2         | Bisou – Teil 2              | A Little Kiss (2)    | 25. März 2012        | 1. Okt. 2012                          | Jennifer Getzinger | Matthew Weiner                          |
| 55         | 3         | Tee für die Seele           | Tea Leaves           | 1. Apr. 2012         | 8. Okt. 2012                          | Jon Hamm           | Erin Levy & Matthew Weiner              |
| 56         | 4         | Fieber                      | Mystery Date         | 8. Apr. 2012         | 15. Okt. 2012                         | Matt Shakman       | Victor Levin & Matthew Weiner           |
| 57         | 5         | Hahnenkampf                 | Signal 30            | 15. Apr. 2012        | 22. Okt. 2012                         | John Slattery      | Frank Pierson & Matthew Weiner          |
| 58         | 6         | Weit weg                    | Far Away Places      | 22. Apr. 2012        | 29. Okt. 2012                         | Scott Hornbacher   | Semi Chellas & Matthew Weiner           |
| 59         | 7         | Erwartungen                 | At the Codfish Ball  | 29. Apr. 2012        | 5. Nov. 2012                          | Michael Uppendahl  | Jonathan Igla                           |
| 60         | 8         | Die Königin                 | Lady Lazarus         | 6. Mai 2012          | 12. Nov. 2012                         | Phil Abraham       | Matthew Weiner                          |
| 61         | 9         | Kirschen in Nachbars Garten | Dark Shadows         | 13. Mai 2012         | 19. Nov. 2012                         | Scott Hornbacher   | Erin Levy                               |
| 62         | 10        | Crane vs. Krishna           | Christmas Waltz      | 20. Mai 2012         | 26. Nov. 2012                         | Michael Uppendahl  | Victor Levin & Matthew Weiner           |
| 63         | 11        | Preis der Schönheit         | The Other Woman      | 27. Mai 2012         | 3. Dez. 2012                          | Phil Abraham       | Semi Chellas & Matthew Weiner           |
| 64         | 12        | Die Kündigung               | Commissions and Fees | 3. Juni 2012         | 10. Dez. 2012                         | Christopher Manley | Andre Jacquemetton & Maria Jacquemetton |
| 65         | 13        | Die ewige Jagd              | The Phantom          | 10. Juni 2012        | 17. Dez. 2012                         | Matthew Weiner     | Jonathan Igla & Matthew Weiner          |

## Staffel 6
Die Erstausstrahlung der sechsten Staffel war vom 7. April bis zum 23. Juni 2013 auf dem US-amerikanischen Kabelsender AMC zu sehen. Die deutschsprachige Erstausstrahlung sendete der deutsche Pay-TV-Sender FOX vom 23. September bis zum 9. Dezember 2013.
| Nr. (ges.) | Nr. (St.) | Deutscher Titel                    | Originaltitel         | Erstausstrahlung USA | Deutschsprachige Erstausstrahlung (D) | Regie              | Drehbuch                                |
| ---------- | --------- | ---------------------------------- | --------------------- | -------------------- | ------------------------------------- | ------------------ | --------------------------------------- |
| 66         | 1         | Auf dem Absprung – Teil 1          | The Doorway (1)       | 7. Apr. 2013         | 23. Sep. 2013                         | Scott Hornbacher   | Matthew Weiner                          |
| 67         | 2         | Auf dem Absprung – Teil 2          | The Doorway (2)       | 7. Apr. 2013         | 23. Sep. 2013                         | Scott Hornbacher   | Matthew Weiner                          |
| 68         | 3         | Unehre und Krieg                   | The Collaborators     | 14. Apr. 2013        | 30. Sep. 2013                         | Jon Hamm           | Jonathan Igla & Matthew Weiner          |
| 69         | 4         | Lust und Frust                     | To Have and to Hold   | 21. Apr. 2013        | 7. Okt. 2013                          | Michael Uppendahl  | Erin Levy                               |
| 70         | 5         | Die Sintflut                       | The Flood             | 28. Apr. 2013        | 14. Okt. 2013                         | Christopher Manley | Tom Smuts & Matthew Weiner              |
| 71         | 6         | Pressemeldung                      | For Immediate Release | 5. Mai 2013          | 21. Okt. 2013                         | Jennifer Getzinger | Matthew Weiner                          |
| 72         | 7         | Geflogen                           | Man with a Plan       | 12. Mai 2013         | 28. Okt. 2013                         | John Slattery      | Semi Chellas & Matthew Weiner           |
| 73         | 8         | Außer Kontrolle                    | The Crash             | 19. Mai 2013         | 4. Nov. 2013                          | Michael Uppendahl  | Jason Grote & Matthew Weiner            |
| 74         | 9         | Butter oder Margarine              | The Better Half       | 26. Mai 2013         | 11. Nov. 2013                         | Phil Abraham       | Erin Levy & Matthew Weiner              |
| 75         | 10        | Vasco da Gama und andere Mexikaner | A Tale of Two Cities  | 2. Juni 2013         | 18. Nov. 2013                         | John Slattery      | Janet Leahy & Matthew Weiner            |
| 76         | 11        | Zwickmühle                         | Favors                | 9. Juni 2013         | 25. Nov. 2013                         | Jennifer Getzinger | Semi Chellas & Matthew Weiner           |
| 77         | 12        | Ins Auge gegangen                  | The Quality of Mercy  | 16. Juni 2013        | 2. Dez. 2013                          | Phil Abraham       | Andre Jacquemetton & Maria Jacquemetton |
| 78         | 13        | So frei                            | In Care Of            | 23. Juni 2013        | 9. Dez. 2013                          | Matthew Weiner     | Carly Wray & Matthew Weiner             |

## Staffel 7
Die Erstausstrahlung der siebten Staffel war vom 7. April 2014 bis zum 17. Mai 2015 auf dem US-amerikanischen Kabelsender AMC zu sehen. Die deutschsprachige Erstausstrahlung sendete der deutsche Pay-TV-Sender FOX vom 25. August 2014 bis zum 18. Mai 2015.
| Nr. (ges.) | Nr. (St.) | Deutscher Titel        | Originaltitel            | Erstausstrahlung USA | Deutschsprachige Erstausstrahlung (D) | Regie              | Drehbuch                            |
| ---------- | --------- | ---------------------- | ------------------------ | -------------------- | ------------------------------------- | ------------------ | ----------------------------------- |
| Teil 1     |           |                        |                          |                      |                                       |                    |                                     |
| 79         | 1         | Zeichen der Zeit       | Time Zones               | 13. Apr. 2014        | 25. Aug. 2014                         | Scott Hornbacher   | Matthew Weiner                      |
| 80         | 2         | Ein Arbeitstag         | A Day’s Work             | 20. Apr. 2014        | 1. Sep. 2014                          | Michael Uppendahl  | Jonathan Igla & Matthew Weiner      |
| 81         | 3         | Ausflüge               | Field Trip               | 27. Apr. 2014        | 8. Sep. 2014                          | Christopher Manley | Heather Jeng Bladt & Matthew Weiner |
| 82         | 4         | Neustart               | The Monolith             | 4. Mai 2014          | 15. Sep. 2014                         | Scott Hornbacher   | Erin Levy                           |
| 83         | 5         | Auf der Flucht         | The Runaways             | 11. Mai 2014         | 22. Sep. 2014                         | Christopher Manley | David Iserson & Matthew Weiner      |
| 84         | 6         | Wahlverwandtschaften   | The Strategy             | 18. Mai 2014         | 29. Sep. 2014                         | Phil Abraham       | Semi Chellas                        |
| 85         | 7         | Waterloo               | Waterloo                 | 25. Mai 2014         | 6. Okt. 2014                          | Matthew Weiner     | Carly Wray & Matthew Weiner         |
| Teil 2     |           |                        |                          |                      |                                       |                    |                                     |
| 86         | 8         | Enttäuschung           | Severance                | 5. Apr. 2015         | 6. Apr. 2015                          | Scott Hornbacher   | Matthew Weiner                      |
| 87         | 9         | Vergessen              | New Business             | 12. Apr. 2015        | 13. Apr. 2015                         | Michael Uppendahl  | Tom Smuts & Matthew Weiner          |
| 88         | 10        | Ausblick               | The Forecast             | 19. Apr. 2015        | 20. Apr. 2015                         | Jennifer Getzinger | Jonathan Igla & Matthew Weiner      |
| 89         | 11        | Ausgesorgt             | Time & Life              | 26. Apr. 2015        | 27. Apr. 2015                         | Jared Harris       | Erin Levy & Matthew Weiner          |
| 90         | 12        | Hinterm Horizont       | Lost Horizon             | 3. Mai 2015          | 4. Mai 2015                           | Phil Abraham       | Semi Chellas & Matthew Weiner       |
| 91         | 13        | Loslassen              | The Milk and Honey Route | 10. Mai 2015         | 11. Mai 2015                          | Matthew Weiner     | Carly Wray & Matthew Weiner         |
| 92         | 14        | Sie erkannten einander | Person to Person         | 17. Mai 2015         | 18. Mai 2015                          | Matthew Weiner     | Matthew Weiner                      |